# Raamdorpelsteen

Een raamdorpelsteen is een speciale van ijzeraarde hardgebakken tegel, die een dusdanige vorm heeft dat zij onder de onderdorpel van een buitenkozijn aangebracht, dienstdoet als lekdorpel.
Aan de onderkant van een raamdorpelsteen is, in het overstek voor de gevel, een druip- of waterhol aangebracht en aan de bovenkant ter plaatse van het kozijn bevindt zich een waterkering in de vorm van een opstand, de klik genoemd. Een raamdorpelsteen wordt niet horizontaal maar schuin gezet om het water de gelegenheid te geven er vanaf te lopen. Het oppervlak is vorstbestendig verglaasd en is in verschillende kleuren verkrijgbaar. Een raamdorpelsteen is ongeveer 40 mm dik en 100 mm breed, de lengte varieert van 105 tot 280 mm.